# The Fearless Hyena
The Fearless Hyena (en español: La hiena intrépida) es una película de artes marciales de 1979 rodada en Hong Kong, dirigida y protagonizada por Jackie Chan.

## Sinopsis
Ching Hing-lung (Jackie Chan) es un joven que vive en un pueblo remoto con su abuelo, el maestro de kung fu Ching Pang-fei (James Tien). Lung no toma su entrenamiento lo suficientemente en serio y se mete en peleas que lo llevan a mostrar las habilidades que su abuelo le ha dicho que debe mantener en secreto.

## Reparto
- Jackie Chan como Shing Lung.
- James Tien como Ching Pang-pei.
- Dean Shek como The Coffin Seller.
- Chan Wai-lau como Unicorn.
- Yam Sai-koon como Yam Tin-fa.
- Lee Kwan como Tee Cha.
- Rocky Cheng como Bar Tar.